# 新井高子
新井 高子（あらい たかこ、1966年 - ）は、日本の詩人、批評家。

## 人物
群馬県桐生市生まれ。生家は桐生市の伝統産業である織物工場を営む。桐生市立境野中学校、群馬県立桐生女子高等学校、慶應義塾大学文学部卒業。慶應義塾大学大学院社会学研究科修士課程修了。埼玉大学教授。詩誌『ミて』編集人（ミて・プレス、1998年 - ）。
「声」の自在性や越境性に注目した詩の創作を続けるほか、唐十郎戯曲や口承文芸に関する批評や論考、エッセイ等を執筆。土地と声のプロジェクトとして、東日本大震災被災地で書籍や映画を制作。
英訳詩集『Factory Girls』が第1回Sarah Maguire Prize最終候補となるほか、アイオワ大学国際創作プログラム2019、ロッテルダム国際詩祭2022、ベルリン国際詩祭2023、臺北詩歌節2024等に招待されるなど、国際的にも活躍している。

## 受賞歴
- 2008年、詩集『タマシイ・ダンス』で第41回小熊秀雄賞。
- 2021年、映画『東北おんばのうた ――つなみの浜辺で』（監督：鈴木余位、企画制作：新井高子）で山形国際ドキュメンタリー映画祭2021アジア千波万波部門入選。
- 2022年、戯曲評論『唐十郎のせりふ ――二〇〇〇年代戯曲をひらく』で第32回吉田秀和賞。
- 2024年、詩集『おしらこさま綺聞』で第6回大岡信賞。

## 詩集
- 『詩集　覇王別姫』（緑鯨社、1997年）
- 『タマシイ・ダンス』（未知谷、2007年）
- 『ベットと織機』（未知谷、2013年）
- 『おしらこさま綺聞』（幻戯書房、2024年）

## 評論
- 『唐十郎のせりふ ――二〇〇〇年代戯曲をひらく』（幻戯書房、2021年）

## 編著書
- 『東北おんば訳　石川啄木のうた』（未來社、2017年）

## 翻訳

### 英訳詩集
- 『Factory Girls』（Edited by Jeffrey Angles, Action Books, 2019）（単著）
- 『Poet to Poet ――Contemporary Women Poets From Japan』(Edited by Rina Kikuchi & Jen Crawford, Recent Work Press, 2017)（共著）

### スペイン語訳詩集
- 『Takako Arai  Poemas escogidos』（Traducciones: Aurelio Asiain, Sandra Morales Munoz, Julieta Marina Herrera, Mi'Te Press, 2019）（単著）

## 映画
- 『東北おんばのうた ――つなみの浜辺で』(監督：鈴木余位、企画制作：新井高子、英語字幕監修：Kendall Heitzman、2020、80分)

## 派生作品
- 『箏独奏と箏群のための協奏曲　Ⅰ.谷蟆　Ⅱ.アメノウズメ』（詩：新井高子、作曲：新実徳英、歌と演奏：深海さとみ＋深海合奏団、於：紀尾井ホール、2023）